# Honey (Scandal)
Honey è l'ottavo album in studio del gruppo musicale giapponese Scandal, pubblicato nel 2018.

## Tracce
1. Platform Syndrome (プラットホームシンドローム) – 3:30 (testo: Rina – musica: Mami)
2. Over – 4:32 (testo: Rina – musica: Mami)
3. Take Me Out (テイクミーアウト) – 3:44 (testo: Rina – musica: Mami)
4. Oh! No! – 5:04 (testo: Mami – musica: Mami)
5. Midnight City (ミッドナイトシティ) – 3:08 (testo: Rina – musica: Rina)
6. Short Short (ショートショート) – 3:53 (testo: Rina – musica: Mami)
7. Mado wo Aketara (窓を開けたら) – 5:22 (testo: Tomomi – musica: Tomomi)
8. Futari (ふたり) – 3:44 (testo: Rina – musica: Mami)
9. Electric Girl (エレクトリックガール) – 3:44 (testo: Rina – musica: Mami)
10. Koisuru Universe (恋するユニバース) – 4:17 (testo: Rina – musica: Mami)

## Formazione
- Haruna – voce, chitarra
- Mami – chitarra, voce (in Oh! No!)
- Tomomi – basso, cori
- Rina – batteria, voce (in Midnight City)